# Alastair Miles
 (janvier 2021).
Si vous disposez d'ouvrages ou d'articles de référence ou si vous connaissez des sites web de qualité traitant du thème abordé ici, merci de compléter l'article en donnant les références utiles à sa vérifiabilité et en les liant à la section « Notes et références ».
Alastair Miles est un chanteur lyrique britannique né le 11 juillet 1961 à Harrow. 

## Biographie
Il a commencé sa carrière en 1986, au National Opera Studio de Londres.
Alastair Miles est connu pour ses rôles dans le bel canto, tant dans les opéras de Rossini et Donizetti que dans des opéras de compositeurs tels Meyerbeer ou Mercadante. Il a également chanté dans des opéras de Verdi, et a été appelé "the finest bass of his generation" (la meilleure basse de sa génération).